# Sainte-Anne-des-Lacs
Pour les articles homonymes, voir Sainte-Anne.
Sainte-Anne-des-Lacs est une municipalité de paroisse dans la municipalité régionale de comté (MRC) des Pays-d'en-Haut au Québec (Canada), située dans la région administrative des Laurentides.

## Toponymie
Son nom fait référence à sainte Anne et à la présence de nombreux plans d'eau sur son territoire. 

## Histoire
Les origines de Sainte-Anne-des-Lacs remontent au temps de la colonisation du 19e siècle, dans la foulée de la migration des habitants de la Vallée du Saint-Laurent vers les terres situées au nord de Montréal. Des descendants des premières familles sont encore présents à Sainte-Anne-des-Lacs.
Au tournant du siècle, les premiers touristes sont pour la plupart des anglophones protestants de Montréal.  Ils s’installent surtout autour du Lac Marois où ils érigent, en 1911, la première église : Lac Marois Country Church.
Pour ce qui est de la pratique du culte du côté des catholiques francophones, il faudra attendre les années ’20 pour voir débuter la construction d’une chapelle qui sera entièrement financée par les résidents de Sainte-Anne-des-Lacs.  Ce n’est que vingt ans plus tard, soit le 10 mai 1940, que l’Archevêque de Montréal, Mgr Georges Gauthier, conférera à la « desserte de Sainte-Anne » tous les droits et privilèges accordés aux organisations paroissiales.  La Paroisse de Sainte-Anne-des-Lacs devenait, dès lors, une réalité tangible, confirmant dans les faits l’existence d’une communauté autonome depuis longtemps établie.
Il n’en fallait pas davantage pour que les quelque 300 résidents permanents de Sainte-Anne-des-Lacs réclament la création d’une municipalité distincte.  C’est ainsi qu’en 1946, la législature du Québec sanctionna la loi érigeant la Municipalité de la Paroisse de Sainte-Anne-des-Lacs en détachant définitivement ledit territoire de la Paroisse de Saint-Sauveur.
Des quartiers de la municipalité ou centres de villégiature tirent leurs noms des lacs Guindon, des Seigneurs, Marois et Ouimet.

## Géographie
Situé dans le contrefort des Laurentides, le village est accessible via la sortie 57 de l'autoroute 15.
La rivière du Nord délimite le nord-est de la municipalité et coule vers le sud-est.
À partir du lac Johanne, dans le sud-ouest de la municipalité, la rivière Bellefeuille coule vers le sud.

## Démographie
| 1996  | 2001  | 2006  | 2011  | 2016  | 2021  |
| ----- | ----- | ----- | ----- | ----- | ----- |
| 2 236 | 2 511 | 3 029 | 3 363 | 3 611 | 3 862 |

## Administration

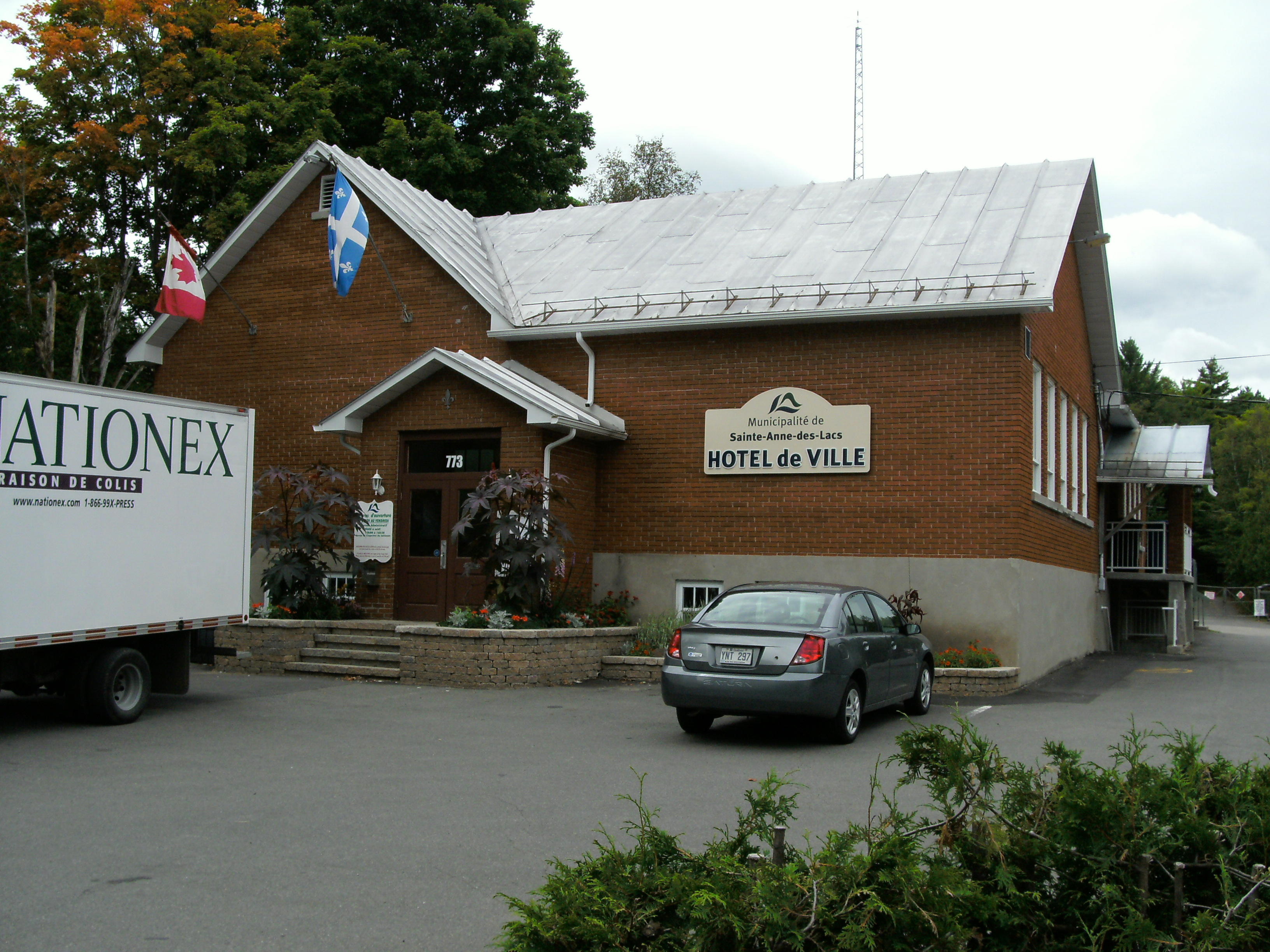
Hôtel de Ville

Les élections municipales se font en bloc et suivant un découpage de six districts.
| Sainte-Anne-des-Lacs Maires depuis 2005                                                                              |                         |         |          |
| Élection | Maire                   | Qualité | Résultat |
| 2005 | Claude Boyer            |         | Voir     |
| 2009 | Claude Ducharme         |         | Voir     |
| 2013 | Monique Monette Laroche |         | Voir     |
| 2017 | Monique Monette Laroche | Voir    |          |
| 2021 | Catherine Hamé Mulcair  |         | Voir     |
| Élection partielle en italique Depuis 2005, les élections sont simultanées dans toutes les municipalités québécoises |                         |         |          |

Député fédéral (circonscription de Laurentides-Labelle
- Marie-Hélène Gaudreau (Bloc québécois)

Député provincial (circonscription de Bertrand):
- France-Élaine Duranceau (Coalition avenir Québec).

## Éducation
La Commission scolaire Sir Wilfrid Laurier administre les écoles anglophones:
- École primaire Morin-Heights (servi a une partie) à Morin-Heights[5]
- École secondaire Laurentian Regional (en) à Lachute[6]

## Services

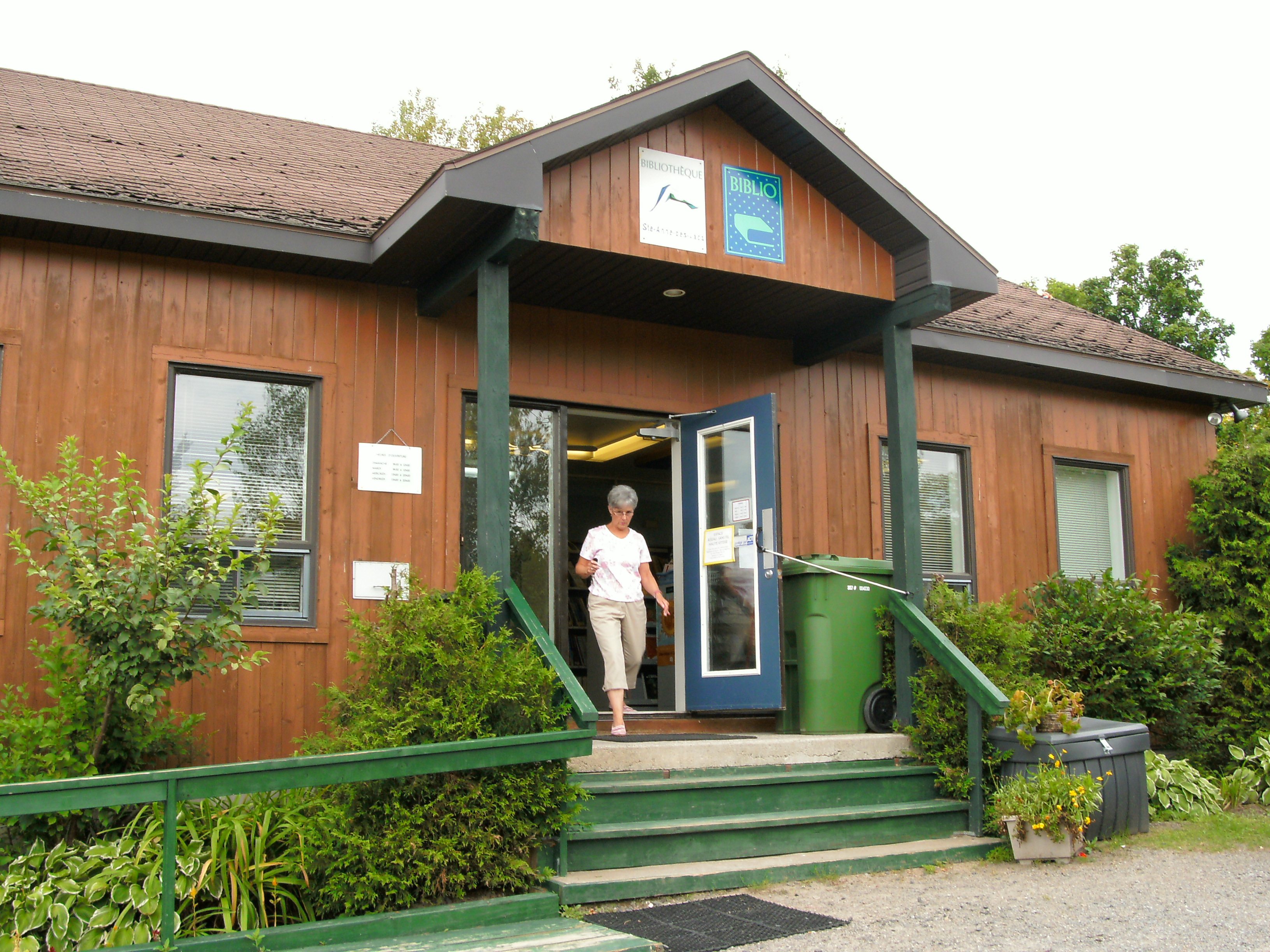
Bibliothèque publique

Le cœur de la municipalité propose tous les services nécessaires pour sa population: deux épiceries (dont une qui propose des produits bios et locaux), deux quincailleries, une pharmacie, une garderie, une station-service, plusieurs garages automobile, des entreprises de construction, etc.
Une caserne de pompiers au coût de 1,8 million de dollars a été construite en 2014 et 2015 près de l'hôtel de ville.
Le bureau de poste de Sainte-Anne-des-Lacs se trouve à l'intérieur d'un magasin de matériaux de construction au 754, chemin de Sainte-Anne-des-Lacs.
Une centrale téléphonique à Prévost (Québec) de Bell Canada dessert Sainte-Anne-des-Lacs. La téléphonie cellulaire de plusieurs entreprises est également disponible.
La municipalité n'a pas de corps policier municipale. Le Sûreté du Québec assure le service policier depuis la cessation de service le 23 octobre 2009 de l'ancienne Régie intermunicipale de police de la Rivière-du-Nord. 

## Religion
- Église Sainte-Anne-des-Lacs (érigée en 1940)
- Église protestante Lac Marois Union Church